# 3761 Romanskaya
3761 Romanskaya este un asteroid din centura principală, descoperit pe 25 iulie 1936 de Grigori Neuimin.